# Torneo Descentralizado 2014
Torneo Descentralizado 2014 var den högsta divisionen i fotboll i Peru för säsongen 2014. Totalt deltog 16 lag för säsongen 2014. Mästerskapet bestod denna säsong av tre separata mästerskap och inleddes med Torneo del Inca och därefter Torneo Apertura och Clausura, som tillsammans utgjorde Torneo Descentralizado, och som kvalificerade lag för Copa Libertadores 2015 och Copa Sudamericana 2015. Säsongen pågick mellan februari och december 2015.
Torneo del Inca bestod av två grupper med åtta lag i varje grupp, där lagen spelar inom gruppen två gånger - totalt 14 matcher per lag - och därefter spelades en final mellan de båda gruppvinnarna. Torneo Descentralizado bestod av två olika serier, Torneo Apertura och Torneo Clausura. Lagen inledde med att spela Torneo Apertura, där alla lag mötte varandra en gång (totalt 15 matcher per lag), och därefter spelades Torneo Clausura i samma format. Vinnaren av varje serie möttes därefter i en final.

## Kvalificering för internationella turneringar
- Copa Libertadores 2015 (tre lag):
  - Vinnare av Torneo Apertura: Juan Aurich
  - Vinnare av Torneo Clausura: Sporting Cristal
  - Vinnare av Torneo del Inca: Alianza Lima
- Copa Sudamericana 2015 (fyra lag):
  - Bäst placerade valbara lag: FBC Melgar
  - Bäst placerade valbara lag: Unión Comercio
  - Bäst placerade valbara lag: Universitario
  - Bäst placerade valbara lag: León de Huánuco

## Torneo del Inca
Torneo del Inca bestod av två grupper med åtta lag i varje grupp, där alla lag inom sin egen grupp spelade mot varandra två gånger, vilket innebar fjorton matcher per lag. Vinnaren av varje grupp gick vidare till final där vinnaren kvalificerade sig till Copa Libertadores 2015 och förloraren till Copa Sudamericana 2015. Utöver detta fick det sämsta laget totalt sett inleda Torneo Descentralizado med tre minuspoäng.

### Gruppspel
| Nr | Lag              | S  | V | O | F | GM | IM | MS  | P  |
| -- | ---------------- | -- | - | - | - | -- | -- | --- | -- |
| 1  | Alianza Lima     | 14 | 7 | 6 | 1 | 20 | 8  | +12 | 27 |
| 2  | Juan Aurich      | 14 | 7 | 3 | 4 | 32 | 20 | +12 | 24 |
| 3  | León de Huanaco  | 14 | 6 | 6 | 2 | 20 | 15 | +5  | 24 |
| 4  | Sporting Cristal | 14 | 5 | 5 | 4 | 26 | 21 | +5  | 20 |
| 5  | Real Garcilaso   | 14 | 5 | 4 | 5 | 20 | 15 | +5  | 19 |
| 6  | Unión Comercio   | 14 | 3 | 6 | 5 | 15 | 25 | −10 | 15 |
| 7  | Inti Gas         | 14 | 3 | 3 | 8 | 17 | 31 | −14 | 12 |
| 8  | San Simón        | 14 | 2 | 3 | 9 | 10 | 25 | −15 | 9  |

| Nr | Lag                       | S  | V | O | F | GM | IM | MS  | P  |
| -- | ------------------------- | -- | - | - | - | -- | -- | --- | -- |
| 1  | Universidad San Martín    | 14 | 8 | 1 | 5 | 26 | 19 | +7  | 25 |
| 2  | Universidad César Vallejo | 14 | 7 | 3 | 4 | 23 | 15 | +8  | 24 |
| 3  | FBC Melgar                | 14 | 6 | 4 | 4 | 18 | 11 | +7  | 22 |
| 4  | UTC Cajamarca             | 14 | 5 | 5 | 4 | 14 | 18 | −4  | 20 |
| 5  | Los Caimanes              | 14 | 4 | 6 | 4 | 16 | 16 | 0   | 18 |
| 6  | Sport Huancayo            | 14 | 4 | 5 | 5 | 16 | 22 | −6  | 17 |
| 7  | Universitaro              | 14 | 3 | 6 | 5 | 11 | 13 | −2  | 15 |
| 8  | Cienciano1                | 14 | 3 | 2 | 9 | 9  | 19 | −10 | 7  |

### Final
En final spelades mellan segraren av grupp A (Real Garcilaso) och grupp B (Universitario) för att avgöra segraren av Torneo del Inca 2014. Finalen bestod av en match som spelades på neutral plan och spelades den 21 maj 2014 på Estadio Miguel Grau i Callao. Alianza Lima och Universidad San Martín möttes till slut i finalen, som slutade 2-2 efter ordinarie tid och gick därefter vidare till förlängning. I förlängningen gjorde båda lagen ett mål vardera, vilket innebar att det till slut krävdes ett straffsparksavgörande. Alianza Lima vann då med 5-3 på straffar. Alianza Lima kvalificerade sig för Copa Libertadores 2015 genom segern och Universidad San Martín till Copa Sudamericana 2015.
|             | 21 maj 2014 | Alianza Lima                               | 2 – 2 (3–3 e fl) | Universidad San Martín                  | Estadio Miguel Grau   |                       |
| 20:00 UTC–5 | 20:00 UTC–5 | Aparicio 84′ Guevgeozián 90+2′ Montes 110′ | (0 – 2)          | Perea 15′ (str.) Silva 28′ Ubierna 111′ | Callao Publik: 13 239 | Callao Publik: 13 239 |
| 20:00 UTC–5 | 20:00 UTC–5 |                                            |                  |                                         | Callao Publik: 13 239 | Callao Publik: 13 239 |
| 20:00 UTC–5 | 20:00 UTC–5 | Straffsparksläggning 5 – 3                 |                  |                                         | Callao Publik: 13 239 | Callao Publik: 13 239 |

## Torneo Descentralizado
Torneo Descentralizado består av två serier, Torneo Apertura och Torneo Clausura, där alla lag i varje serie möter varandra en gång i varje serie, vilket innebär 15 matcher per lag i varje serie. Vinnarna i varje serie kvalificerar sig för Copa Libertadores 2015 samt till mästerskapsfinal.
| Nr | Lag                       | S  | V | O | F | GM | IM | MS  | P  |
| -- | ------------------------- | -- | - | - | - | -- | -- | --- | -- |
| 1  | Juan Aurich               | 15 | 9 | 3 | 3 | 34 | 18 | +16 | 30 |
| 2  | FBC Melgar                | 15 | 6 | 7 | 2 | 23 | 17 | +6  | 25 |
| 3  | Universidad César Vallejo | 15 | 7 | 3 | 5 | 23 | 16 | +7  | 24 |
| 4  | Universitario             | 15 | 7 | 3 | 5 | 21 | 18 | +3  | 24 |
| 5  | Inti Gas                  | 15 | 6 | 5 | 4 | 25 | 27 | −2  | 23 |
| 6  | León de Huanaco           | 15 | 6 | 4 | 5 | 18 | 19 | −1  | 22 |
| 7  | Universidad San Martín    | 15 | 5 | 6 | 4 | 25 | 17 | +8  | 21 |
| 8  | Unión Comercio            | 15 | 6 | 3 | 6 | 17 | 12 | +5  | 21 |
| 9  | Real Garcilaso            | 15 | 6 | 2 | 7 | 19 | 19 | 0   | 20 |
| 10 | Cienciano1                | 15 | 6 | 4 | 5 | 20 | 18 | +2  | 19 |
| 11 | Alianza Lima              | 15 | 4 | 7 | 4 | 16 | 14 | +2  | 19 |
| 12 | UTC Cajamarca             | 15 | 4 | 6 | 5 | 15 | 21 | −6  | 18 |
| 13 | Sporting Cristal          | 15 | 4 | 5 | 6 | 26 | 19 | +7  | 17 |
| 14 | Sport Huancayo            | 15 | 4 | 3 | 8 | 22 | 34 | −12 | 15 |
| 15 | San Simón                 | 15 | 4 | 2 | 9 | 13 | 30 | −17 | 14 |
| 16 | Los Caimanes              | 15 | 3 | 3 | 9 | 13 | 31 | −18 | 12 |

| Nr | Lag                       | S  | V  | O | F  | GM | IM | MS  | P  |
| -- | ------------------------- | -- | -- | - | -- | -- | -- | --- | -- |
| 1  | Sporting Cristal          | 15 | 10 | 3 | 2  | 35 | 19 | +16 | 33 |
| 2  | Alianza Lima              | 15 | 10 | 3 | 2  | 27 | 11 | +16 | 33 |
| 3  | Unión Comercio            | 15 | 9  | 1 | 5  | 24 | 15 | +9  | 28 |
| 4  | FBC Melgar                | 15 | 8  | 3 | 4  | 21 | 16 | +5  | 27 |
| 5  | León de Huanaco           | 15 | 7  | 2 | 6  | 21 | 21 | 0   | 23 |
| 6  | Real Garcilaso            | 15 | 5  | 6 | 4  | 20 | 17 | +3  | 21 |
| 7  | Universitario             | 15 | 6  | 3 | 6  | 17 | 17 | 0   | 21 |
| 8  | Inti Gas                  | 15 | 5  | 5 | 5  | 21 | 19 | +2  | 20 |
| 9  | Los Caimanes              | 15 | 5  | 5 | 5  | 15 | 18 | −3  | 20 |
| 10 | Universidad César Vallejo | 15 | 6  | 1 | 8  | 22 | 24 | −2  | 19 |
| 11 | Juan Aurich               | 15 | 5  | 4 | 6  | 13 | 19 | −6  | 19 |
| 12 | Sport Huancayo            | 15 | 5  | 2 | 8  | 16 | 20 | −4  | 17 |
| 13 | Cienciano                 | 15 | 5  | 2 | 8  | 16 | 24 | −8  | 17 |
| 14 | UTC Cajamarca             | 15 | 4  | 3 | 8  | 14 | 22 | −8  | 15 |
| 15 | Universidad San Martín    | 15 | 4  | 2 | 9  | 21 | 23 | −2  | 14 |
| 16 | San Simón                 | 15 | 2  | 3 | 10 | 13 | 31 | −18 | 9  |

|       | 4 dec. 2014 | Alianza Lima | 0 – 1 | Sporting Cristal | Estadio Monumental      |                         |
| 19:30 | 19:30       |              |       |                  | Arequipa Publik: 21 898 | Arequipa Publik: 21 898 |
| 19:30 | 19:30       |              |       |                  | Arequipa Publik: 21 898 | Arequipa Publik: 21 898 |
| 19:30 | 19:30       |              |       |                  | Arequipa Publik: 21 898 | Arequipa Publik: 21 898 |

### Final
Finalen spelades i bäst av två matcher. Om det var lika efter två matcher, spelades en tredje avgörande match på bortaplan. Bortamålsregeln eller förlängning tillämpades inte i finalen. Sporting Cristal vann finalen, efter att ha vunnit mot Juan Aurich i en tredje avgörande match på förlängning.
|       | 14 december 2014 | Juan Aurich | 2 – 2   | Sporting Cristal | Estadio Elías Aguirre   |                         |
| 15:00 | 15:00            |             | (0 – 2) |                  | Chiclayo Publik: 10 002 | Chiclayo Publik: 10 002 |
| 15:00 | 15:00            |             |         |                  | Chiclayo Publik: 10 002 | Chiclayo Publik: 10 002 |
| 15:00 | 15:00            |             |         |                  | Chiclayo Publik: 10 002 | Chiclayo Publik: 10 002 |

|       | 17 december 2014 | Sporting Cristal | 0 – 0   | Juan Aurich | Estadio Nacional    |                     |
| 20:00 | 20:00            |                  | (0 – 0) |             | Lima Publik: 30 569 | Lima Publik: 30 569 |
| 20:00 | 20:00            |                  |         |             | Lima Publik: 30 569 | Lima Publik: 30 569 |
| 20:00 | 20:00            |                  |         |             | Lima Publik: 30 569 | Lima Publik: 30 569 |

|       | 21 december 2014 | Juan Aurich | 2 – 2 2 – 3 e fl | Sporting Cristal | Estadio Mansiche        |                         |
| 15:30 | 15:30            |             | (2 – 1)          |                  | Trujillo Publik: 18 985 | Trujillo Publik: 18 985 |
| 15:30 | 15:30            |             |                  |                  | Trujillo Publik: 18 985 | Trujillo Publik: 18 985 |
| 15:30 | 15:30            |             |                  |                  | Trujillo Publik: 18 985 | Trujillo Publik: 18 985 |

## Sammanlagd tabell
Den sammanlagda tabellen består av matcher från Torneo Apertura och Torneo Clausura i Torneo Descentralisado. Matcherna i Torneo del Inca räknades inte med. Vinnarna av Torneo del Inca, Torneo Apertura samt Torneo Clausura kvalificerade sig till Copa Libertadores 2015 och de i övrigt fyra bästa lagen i den sammanlagda tabellen kvalificerade sig till Copa Sudamericana 2015. De två sämsta lagen i tabellen flyttades ner. Bonuspoäng delades ut till de två lag vars reservlag kommit etta respektive tvåa i reservlagsserien. De peruanska mästarna står i fetstil.
| Nr | Lag                       | S  | V  | O  | F  | GM | IM | MS  | P  |
| -- | ------------------------- | -- | -- | -- | -- | -- | -- | --- | -- |
| 1  | FBC Melgar2               | 30 | 14 | 10 | 6  | 44 | 33 | +11 | 54 |
| 2  | Alianza LimaCL            | 30 | 14 | 10 | 6  | 43 | 25 | +18 | 52 |
| 3  | Sporting CristalCL        | 30 | 14 | 8  | 8  | 61 | 38 | +23 | 50 |
| 4  | Unión Comercio            | 30 | 15 | 4  | 11 | 41 | 27 | +14 | 49 |
| 5  | Juan AurichCL             | 30 | 14 | 7  | 9  | 47 | 37 | +10 | 49 |
| 6  | Universitario3            | 30 | 13 | 6  | 11 | 38 | 35 | +3  | 46 |
| 7  | León de Huanaco           | 30 | 13 | 6  | 11 | 39 | 40 | −1  | 45 |
| 8  | Universidad César Vallejo | 30 | 13 | 4  | 13 | 45 | 40 | +5  | 43 |
| 9  | Inti Gas                  | 30 | 11 | 10 | 9  | 46 | 46 | 0   | 43 |
| 10 | Real Garcilaso            | 30 | 11 | 8  | 11 | 39 | 36 | +3  | 41 |
| 11 | Cienciano1                | 30 | 11 | 6  | 13 | 36 | 42 | −6  | 36 |
| 12 | Universidad San Martín    | 30 | 9  | 8  | 13 | 25 | 17 | +8  | 35 |
| 13 | UTC Cajamarca             | 30 | 8  | 9  | 13 | 29 | 43 | −14 | 33 |
| 14 | Sport Huancayo            | 30 | 9  | 5  | 16 | 38 | 54 | −16 | 32 |
| 15 | Los Caimanes              | 30 | 8  | 8  | 14 | 28 | 49 | −21 | 32 |
| 16 | San Simón                 | 30 | 6  | 5  | 19 | 29 | 61 | −32 | 23 |

1 Cienciano fick tre poängs avdrag i Torneo Apertura, då de kom sist i Torneo del Inca.

2 FBC Melgar fick två extrapoäng på grund av sin placering i reservlagsserien (etta).

3 Universitario fick en extrapoäng på grund av sin placering i reservlagsserien (tvåa).

CL Kvalificerade till Copa Libertadores genom seger i Torneo del Inca, Torneo Apertura eller Torneo Clausura.